# أوكسانا كالاشنيكوفا
أوكسانا كالاشنيكوفا مواليد 5 سبتمبر 1990 في تبليسي، الجمهورية الجورجية السوفيتية الاشتراكية، الاتحاد السوفيتي، هي لاعبة كرة مضرب جورجية تلعب باليد اليسرى وتحتل حالياً المرتبة رقم. 662 (29 فبراير 2016) في تصنيف رابطة محترفات كرة المضرب. أعلى تصنيف لها في الفردي كان المركز الـ 156 في سنة 2010. أعلى تصنيف لها في الزوجي كان المركز الـ 47 في سنة 2013.

## النهائيات

### الزوجي: 3 (2-1)
| الحصيلة | الرقم | التاريخ       | الدورة                    | الأرضية | الشريك           | المنافس                          | النتيجة               |
| ------- | ----- | ------------- | ------------------------- | ------- | ---------------- | -------------------------------- | --------------------- |
| الفوز   | 1.    | 28 يوليو 2013 | كأس باكو، أذربيجان        | صلبة    | إيرينا بورياتشوك | إيليني دانيليدو ألكساندرا كرونتش | 4-6, 7-6(7-3), [10-4] |
| الوصافة | 1.    | 20 يوليو 2014 | إسطنبول، تركيا            | صلبة    | بولا كانيا       | ميساكي دوي يلينا سفيتولينا       | 4–6, 0–6              |
| الفوز   | 2.    | 19 يوليو 2015 | بوخارست المفتوحة، رومانيا | ترابية  | ديمي شورس        | أندريا ميتو باتريسيا ماريا تيج   | 6–2, 6–2              |

## روابط خارجية
- أوكسانا كالاشنيكوفا على موقع رابطة محترفات التنس (الإنجليزية)
- أوكسانا كالاشنيكوفا على موقع الاتحاد الدولي لكرة المضرب (الإنجليزية)
- أوكسانا كالاشنيكوفا على موقع كأس بيلي جين كينغ (الإنجليزية)
- أوكسانا كالاشنيكوفا على موقع بطولة ويمبلدون (الإنجليزية)
- أوكسانا كالاشنيكوفا على موقع خلاصة التنس.كوم (الإنجليزية)
- أوكسانا كالاشنيكوفا على موقع إي إس بي إن.كوم (الإنجليزية)